# Uniwersytet Sztuki w Helsinkach
Uniwersytet Sztuki w Helsinkach (fin.Taideyliopisto, szw. Konstuniversitetet) – fiński uniwersytet stworzony z połączenia trzech uczelni artystycznych (muzycznej, teatralnej i sztuk pięknych), działający od 1 stycznia 2013 r.

## Historia
Od lat 80. XX wieku dyskutowano potrzebę stworzenia jednego uniwersytetu artystycznego. Powstał projekt budowy nowego kompleksu budynków, tzw. projekt Pasila zwany od nazwy dzielnicy Helsinek, gdzie powstał. W skład uniwersytetu weszły Akademia Sibeliusa, University of Art and Design w Helsinkach oraz Theatre Academy. W 2010 roku Ministerstwo kultury i edukacji opublikowało raport o tym, jak zwiększyć poprzez stworzenie uniwersytetu artystycznego rolę fińskiej sztuki i kultury w kraju i na świecie. W listopadzie 2011 r. dyrekcje wszystkich trzech placówek zatwierdziły fuzję.

## Działalność
W 2017 roku na uniwersytecie uczyło się 1968 studentów. Powstało 195 licencjatów, 227 prac magisterskich, 18 doktoratów.
Do uczelni zapisało się 313 nowych studentów. Odbyło się 1424 przedstawień, koncertów i wystaw.

## Kierunki studiów

### Akademia Sztuki
- Edytorstwo
- Malarstwo
- Rzeźba
- Fotografia

### Akademia Sibeliusa (muzyka)
- Wykonawstwo muzyczne - akordeon, gitara, kantele, organy, fortepian
- Instrumenty orkiestrowe
- Śpiew
- Kameralistyka
- Kompozycja
- Dyrygentura
- Teoria muzyki
- Muzyka ludowa
- Jazz
- Edukacja muzyczna
- Muzyka elektroniczna
- Muzyka kościelna
- Reżyseria nagrań
- Zarządzanie sztuką
- Muzyka dawna[2]

### Theatre Academy (taniec i teatr)
- Aktorstwo
- Taniec
- Prowadzenie teatru
- Reżyseria teatralna
- Choreografia
- Pedagogika tańca
- Wykonawstwo tańca
- Projektowanie oświetlenia scenicznego
- Reżyseria dźwięku scenicznego
- Pedagogika teatru
- Live Art i Studium wykonawstwa (LAPS)